# هلون (کالیفرنیا)
هلون (به انگلیسی: Jolon) یک منطقهٔ مسکونی در ایالات متحده آمریکا است که در شهرستان مونتری، کالیفرنیا واقع شده‌است. هلون ۲۹۶ متر بالاتر از سطح دریا واقع شده‌است.